# NGC 6539
NGC 6539 je kulová hvězdokupa v souhvězdí Hada s magnitudou 9,33. Objevil ji Theodor Brorsen v září 1856. Od Země je vzdálená 25 800 světelných let a na obloze se dá najít necelý stupeň severovýchodně od hvězdy τ Hadonoše.
Její nejjasnější členové mají hvězdnou velikost 16.